# Cyrtanthus
Cyrtanthus ist die einzige Gattung der Tribus Cyrtantheae in der Unterfamilie Amaryllidoideae innerhalb der Pflanzenfamilie der Amaryllisgewächse (Amaryllidaceae). Die 56 bis 60 Arten sind in Afrika südlich der Sahara verbreitet.

## Beschreibung

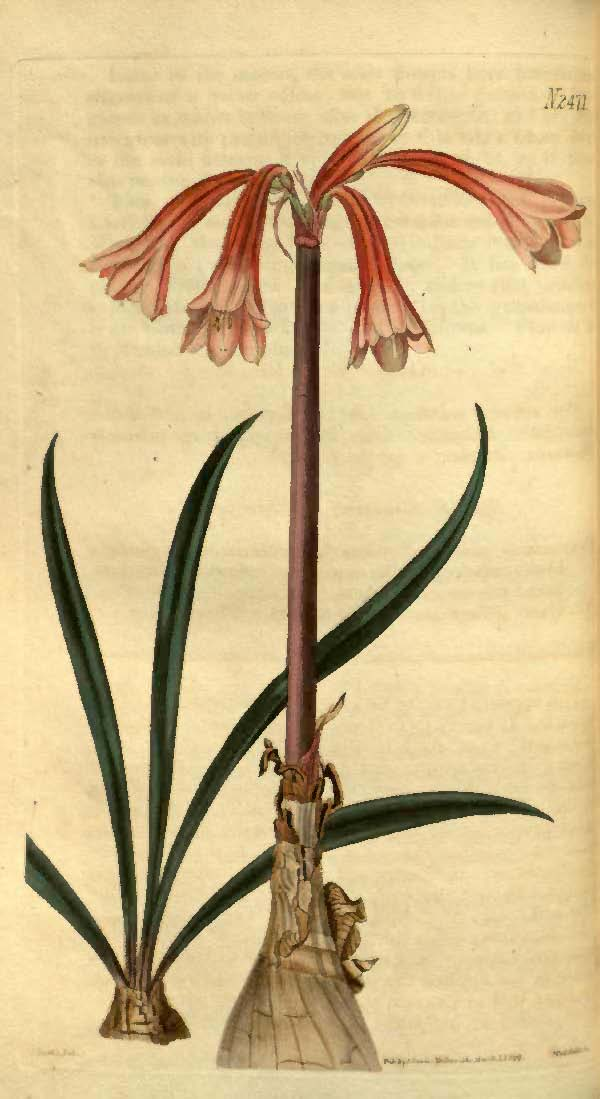
Illustration von Cyrtanthus ventricosus aus Curtis's Botanical Magazine, 51, Tafel 2471

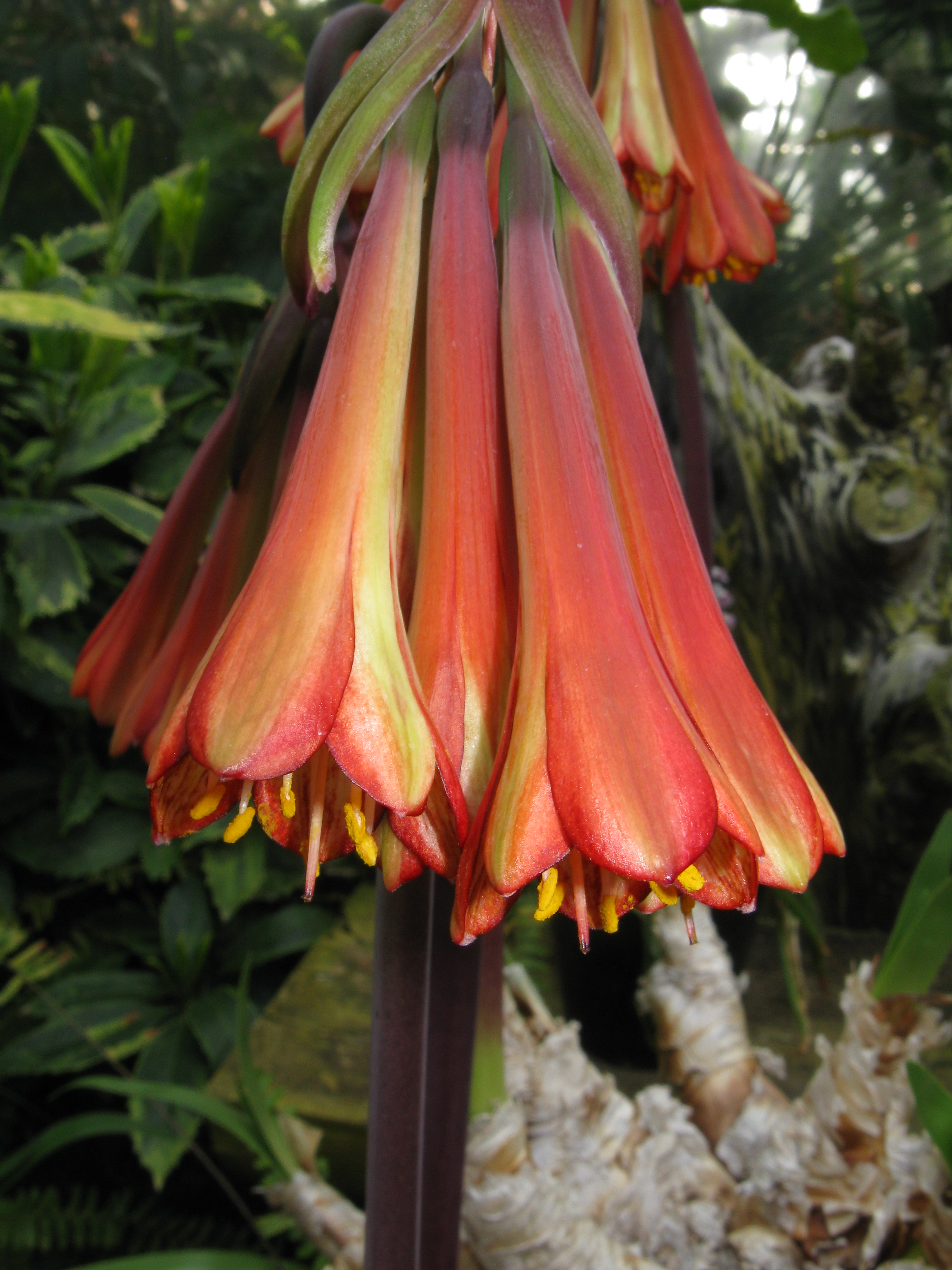
Blütenstände mit den Tragblättern und die Blüten im Detail von Cyrtanthus falcatus. Gut zu erkennen ist der unterständige Fruchtknoten, die sechs Blütenhüllblätter, die etwas die Blütenhülle überragenden Staubblätter und der aus der Blütenhülle herausragende Griffel.

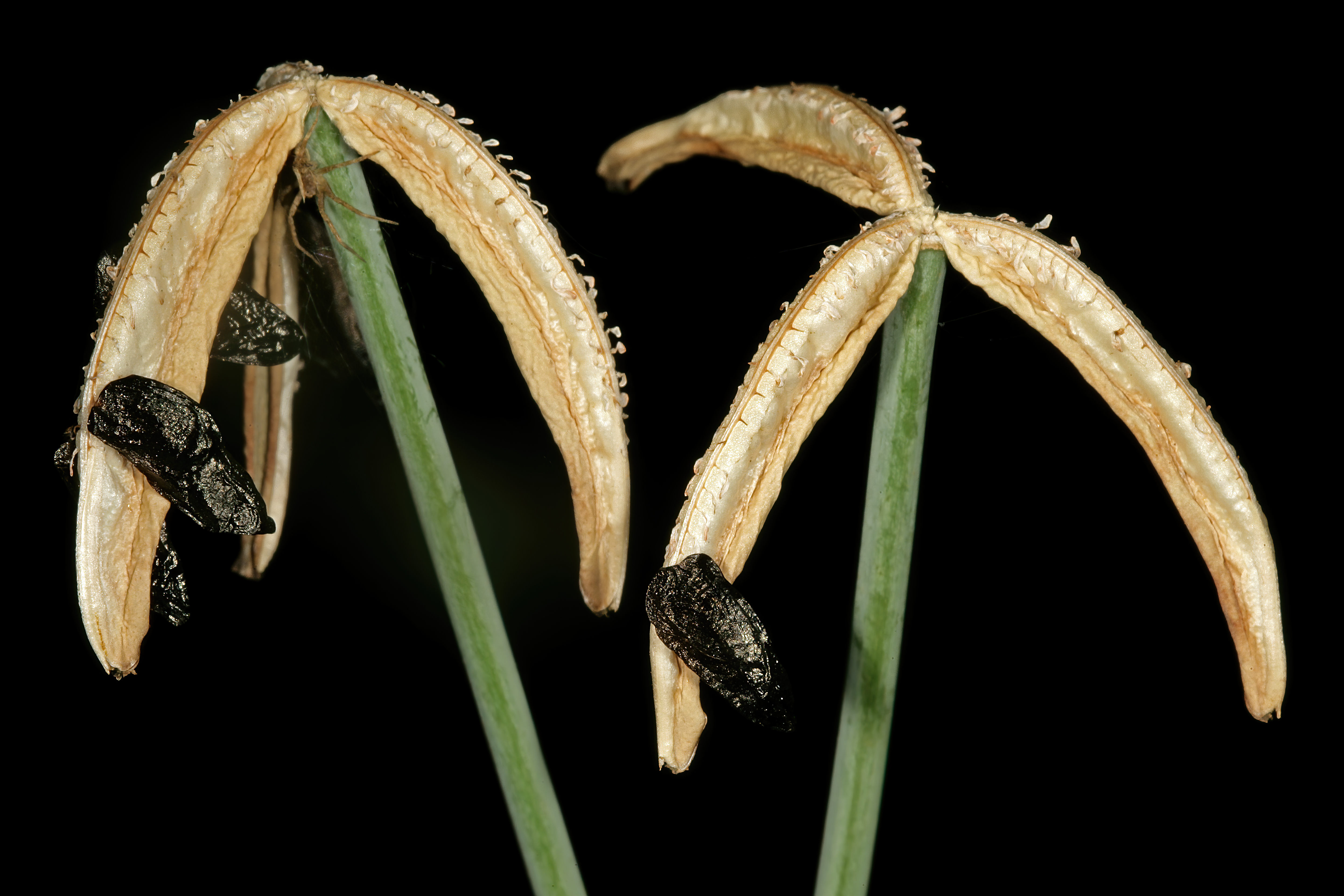
Offene Kapselfrüchte und schwarze Samen von Cyrtanthus sanguineus

Die Gattung Cyrtanthus ist sowohl in den vegetativen als auch in den generativen Merkmalen sehr variabel.

### Erscheinungsbild und Laubblätter
Die Cyrtanthus-Arten wachsen als ausdauernde, krautige Pflanzen, die je nach Art sehr unterschiedliche Wuchshöhen erreichen. Sie bilden Zwiebeln als Überdauerungsorgane, die einen Durchmesser von 1 bis 5 Zentimetern aufweisen und meist nicht aus dem Boden herausragen. Die Zwiebeln produzieren oft viele Tochterzwiebeln. Sie sind entweder immergrün (Cyrtanthus brachysciphus, Cyrtanthus elatus, Cyrtanthus epiphyticus, Cyrtanthus herrei, Cyrtanthus montanus, Cyrtanthus obliquus, Cyrtanthus obrienii, Cyrtanthus ochroleucus, Cyrtanthus staadensis) oder es sind Geophyten, bei denen während Trockenzeit die Blätter vertrocknen und frische Blätter erst nach der Blütezeit wieder austreiben. Unter den Geophyten gibt es Arten, die im südafrikanischen Sommer und andere, die im Winter grün sind.
Die je nach Art wenigen bis vielen nur grundständigen, aufrechten bis ausgebreiteten Laubblätter sind ungestielt. Die einfachen Blattspreiten sind lineal bis riemenförmig, manchmal gedreht bis spiralig gedreht. Die Blattflächen sind kahl und der Blattrand ist glatt. Die Mittelrippe ist oft deutlich erhaben und es liegt Parallelnervigkeit vor.

### Blütenstand und Blüten
Der meist hohle, kahle Blütenstandsschaft ist aufrecht. Je nach Art stehen ein bis viele Blüten in einem oft locker aufgebauten, doldigen Blütenstand zusammen. Im knospigen Zustand umhüllen zwei bis vier schmal-lanzettliche, häutige Tragblätter (Spatha genannt) den Blütenstand; sie verwelken früh während der Anthese. Die Blüten stehen jeweils über einem Deckblatt (Brakteolen). Die aufrechten bis hängenden Blütenstiele sind höchstens gleich lang wie die Blütenhülle.
Bei einigen Arten duften die Blüten. Die je nach Art sehr unterschiedlich großen Blüten sind zwittrig, selten radiärsymmetrisch, meist etwas zygomorph und dreizählig. Die sechs gleichgeformten Blütenhüllblätter sind auf mehr als der Hälfte ihrer Länge zu einer oft gebogenen Röhre verwachsen, die an ihrer Basis mehr oder weniger verbreitert ist. Die Blütenhülle ist röhren- oder trompetenförmig. Die Farbe der Blütenhüllblätter reicht von weiß über gelb bis orangefarben und von rot bis rosafarben. Es sind zwei Kreise mit je drei gleichen, Staubblättern vorhanden, die die Blütenhülle überragen können. Die Staubfäden sind meist untereinander frei oder selten verwachsen mit einer verbreiterten Basis und bilden dann eine Nebenkrone. Die Staubbeutel sind dorsifix oder selten pseudo-basifix und frei beweglich. Drei Fruchtblätter sind zu einem fast kugeligen, dreikammerigen, unterständigen Fruchtknoten verwachsen. Jede Fruchtknotenkammer enthält viele (10 bis 30) Samenanlagen. Der aufrechte, gerade Griffel ist so lang oder länger als die Staubblätter und kann die Blütenhülle überragen; er endet mit einer kurz bis deutlich dreilappigen Narbe.

### Früchte und Samen
Die mehr oder weniger ellipsoiden Kapselfrüchte öffnen sich lokulizidal mit drei sich zurückkrümmenden Fruchtklappen. Die schwarzen Samen sind abgeflacht, runzelig und meist ein bisschen geflügelt.

### Chromosomenzahl
Die Chromosomengrundzahl beträgt x = 8, darin weicht Cyrtanthus von den meisten Gattungen der Amaryllidoideae ab.

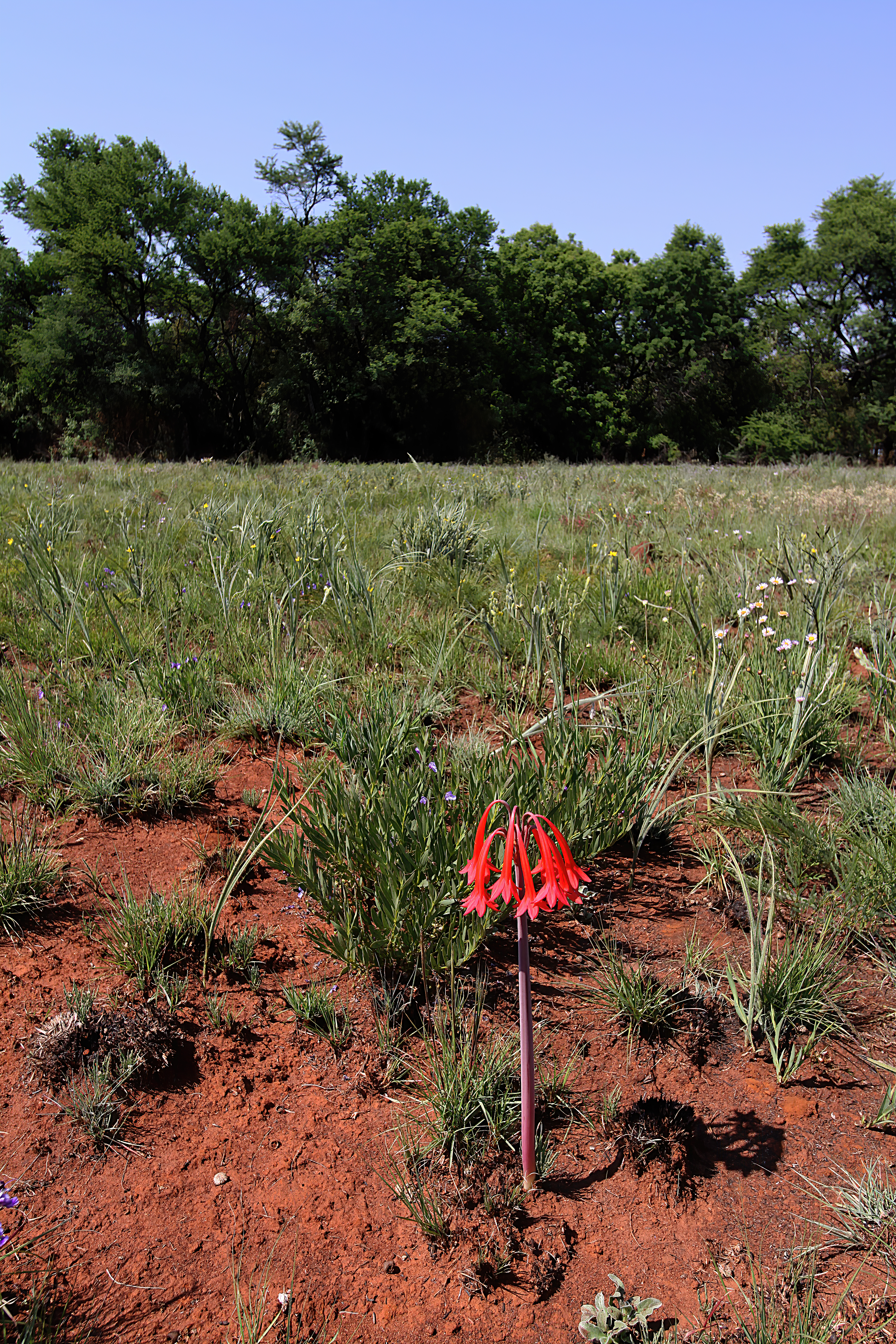
Blütenstand von Cyrtanthus contractus nach einem Feuer im Habitat

## Ökologie und Phänologie
Für einige Arten wird der englischsprachige Trivialname „fire lily“ verwendet, dies ist beispielsweise für Cyrtanthus contractus, Cyrtanthus ventricosus und Cyrtanthus odorus auch ein sehr treffender Name. Diese Arten blühen sehr schnell nach Buschbränden. Von Cyrtanthus ventricosus ist bekannt, dass sie schon neun Tage nach einem Buschbrand blühte und von Cyrtanthus odorus wird angenommen, dass sie in der Natur nur nach Buschbränden blüht.
Bei den meisten Cyrtanthus-Arten reicht die Blütezeit vom südafrikanischen späten Sommer bis zur Herbstmitte. Ausnahmen sind beispielsweise Cyrtanthus galpinii, deren Blütezeit von Anfang bis Ende des südafrikanischen Winters reicht, und Cyrtanthus falcatus, die im zeitigen Frühling blüht.
Für Arten der Gattung Cyrtanthus gibt es viele unterschiedliche Bestäuber. Die im Sommer und Herbst rot blühenden Arten werden von großen Schmetterlingen (aus der Unterfamilie der Augenfalter (Satyrinae), beispielsweise Aeropetes tulbaghia) bestäubt. Bei Arten mit roten, röhrigen Blüten sind Nektarvögel (Nectariniidae) die Bestäuber. Motten bestäuben Arten (beispielsweise Cyrtanthus mackenii) mit duftenden und engröhrigen Blüten. Auch Bienen und langrüsselige Fliegen wurden als Bestäuber beobachtet.

## Systematik, Verbreitung sowie Gefährdung der Arten
Der Gattungsname Cyrtanthus wurde 1789 durch William Aiton in Hortus Kewensis, 1. S. 414 erstveröffentlicht. Als Lectotypusart wurde 1951 Cyrtanthus angustifolius Aiton durch Edwin Percy Phillips in The Genera of South African Flowering Plants, 2. Auflage, S. 204 festgelegt. Ein Homonym ist der im gleichen Jahr durch Johann Christian Daniel von Schreber in Genera Plantarum, 1789, S. 122 veröffentlichte Name Cyrtanthus Schreb. Dies wurde in Vienna ICBN Art. 14.10 & App. III festgelegt. Synonyme von Cyrtanthus Aiton nom. cons. sind: Anoiganthus Baker, Gastronema Herb., Monella Herb., Vallota Salisb. ex Herb.. Der Gattungsname Cyrtanthus leitet sich von den griechischen Wörtern kyrtos für „gebogen“ und anthos für „Blüte“ ab, dies bezieht sich auf die gebogene Blütenröhre vieler Cyrtanthus-Arten.
Cyrtanthus ist die einzige Gattung der Tribus Cyrtantheae Salisb. in der Unterfamilie Amaryllidoideae innerhalb der Familie der Amaryllidaceae. Früher wurde sie auch in die Familie der Liliaceae eingeordnet.
Die Gattung Cyrtanthus ist auf dem Afrikanischen Kontinent südlich der Sahara weit verbreitet. 22 Arten sind Florenelemente der Capensis. Im Ostkap kommen die meisten Arten vor.
Die meisten Arten gedeihen im feuchten Klima des östlichen Bereichs des Südlichen Afrikas. Nur sechs Arten reichen bis ins sommertrockene Gebiet der südwestlichen Capensis. Nach Norden bis nach Ostafrika reichen nur zwei Arten.

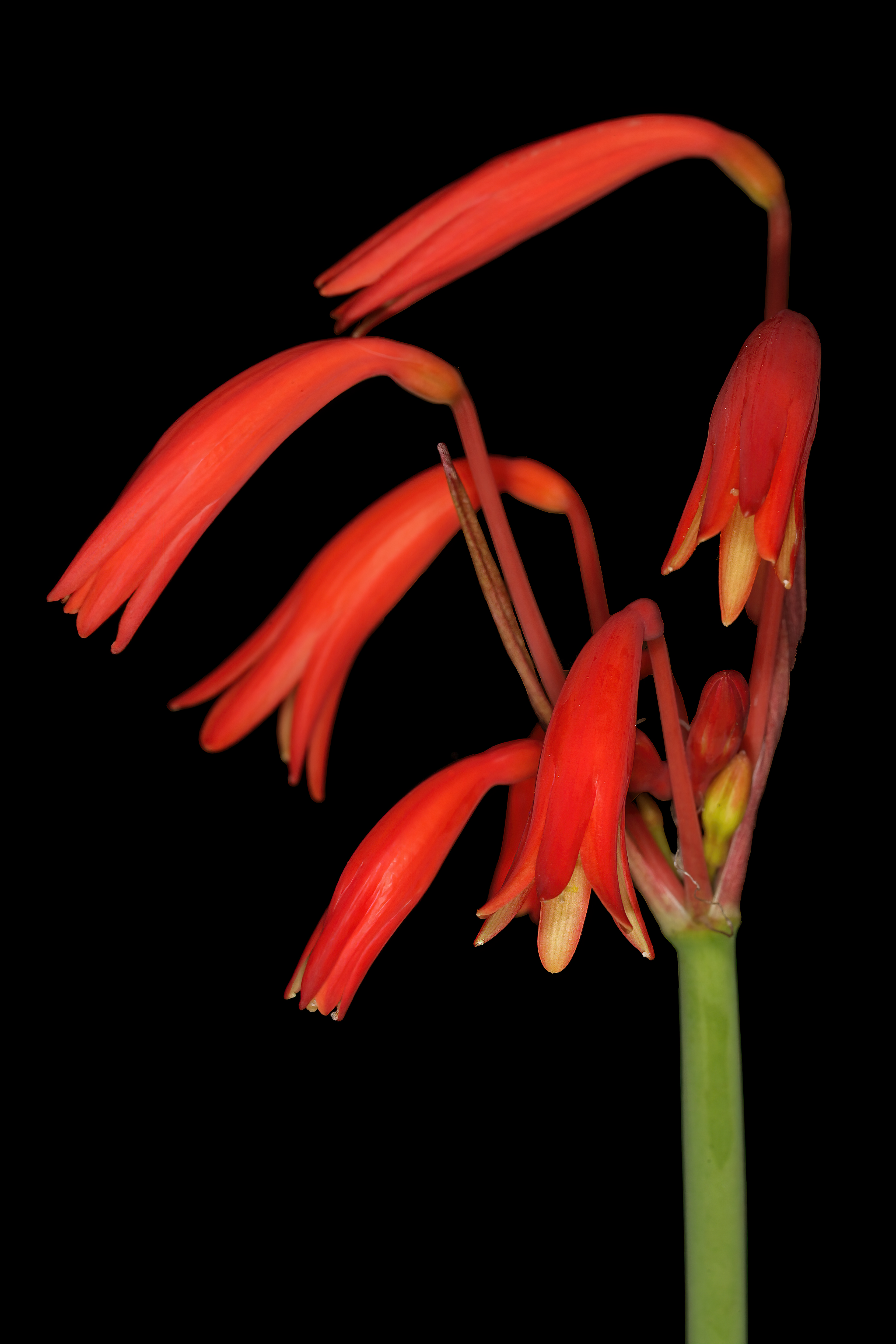
Blütenstand von Cyrtanthus bicolor

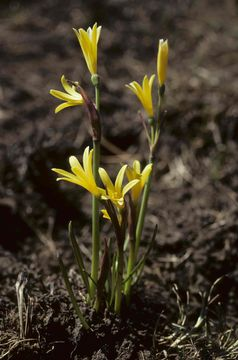
Blütenstände von Cyrtanthus breviflorus mit gelben Blüten

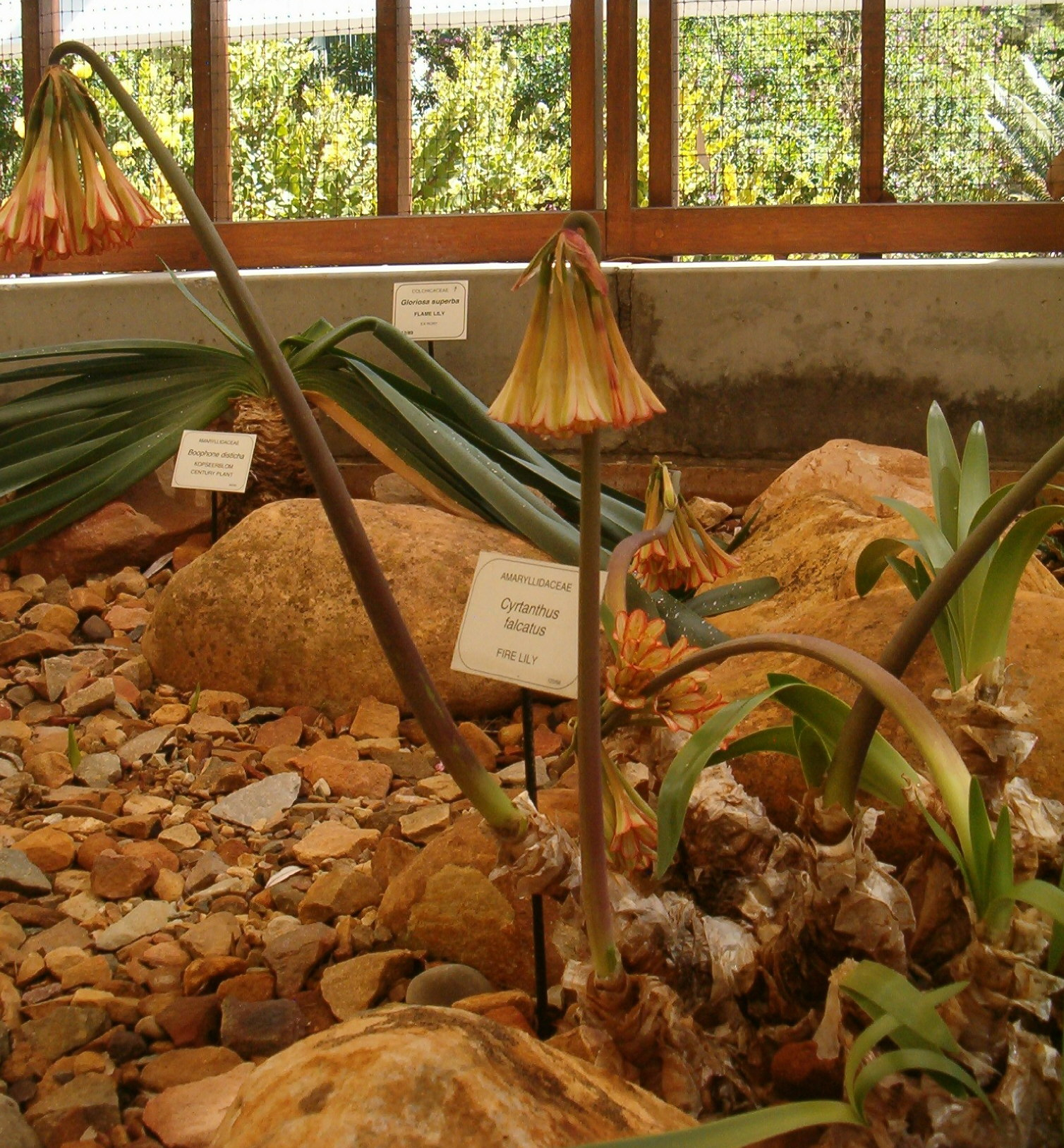
Habitus dieses Geophyten und Blütenstände von Cyrtanthus falcatus Ende September in Südafrika

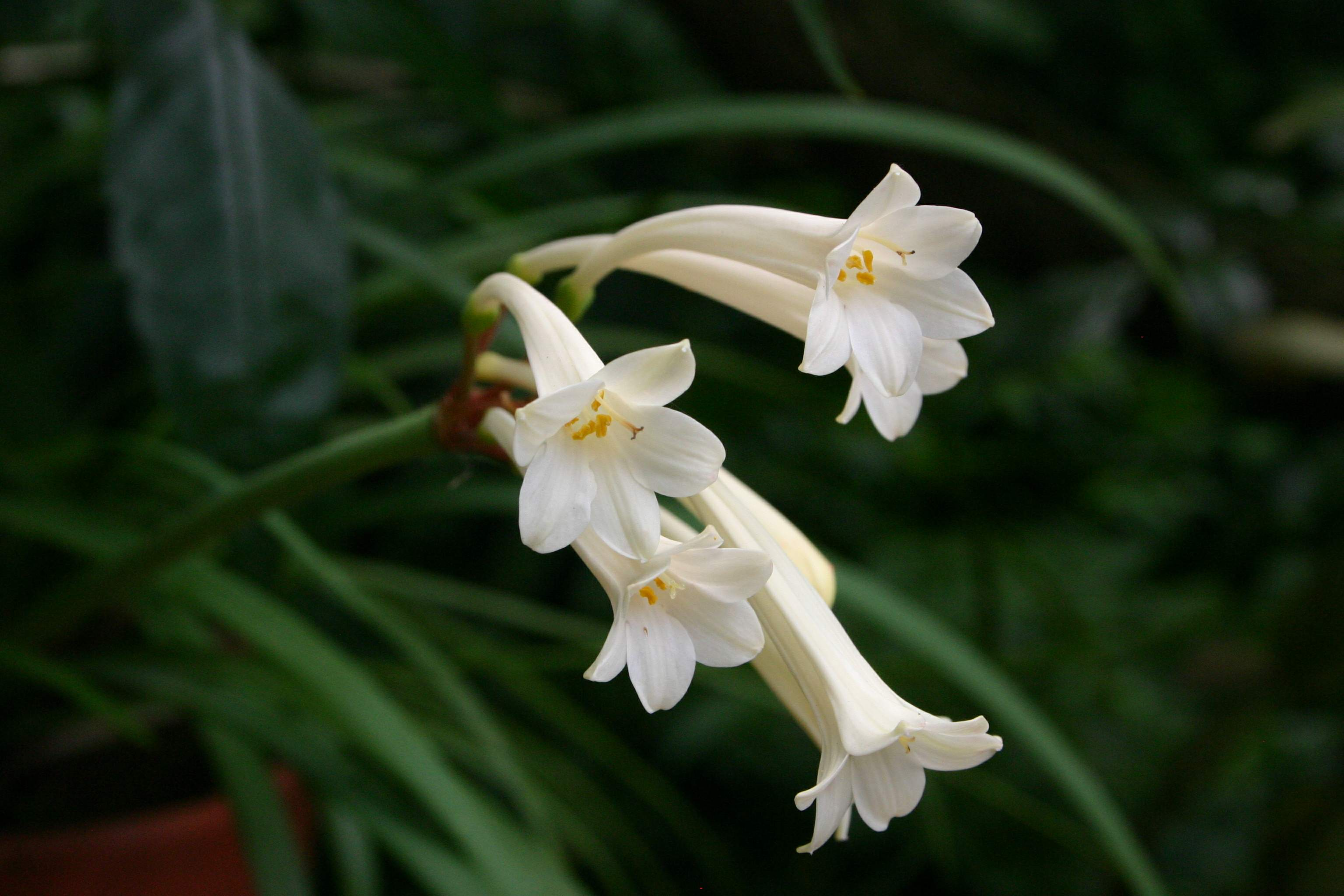
Blütenstand von Cyrtanthus mackenii Ende Dezember in Südafrika, mit langröhrigen, weißen Blüten

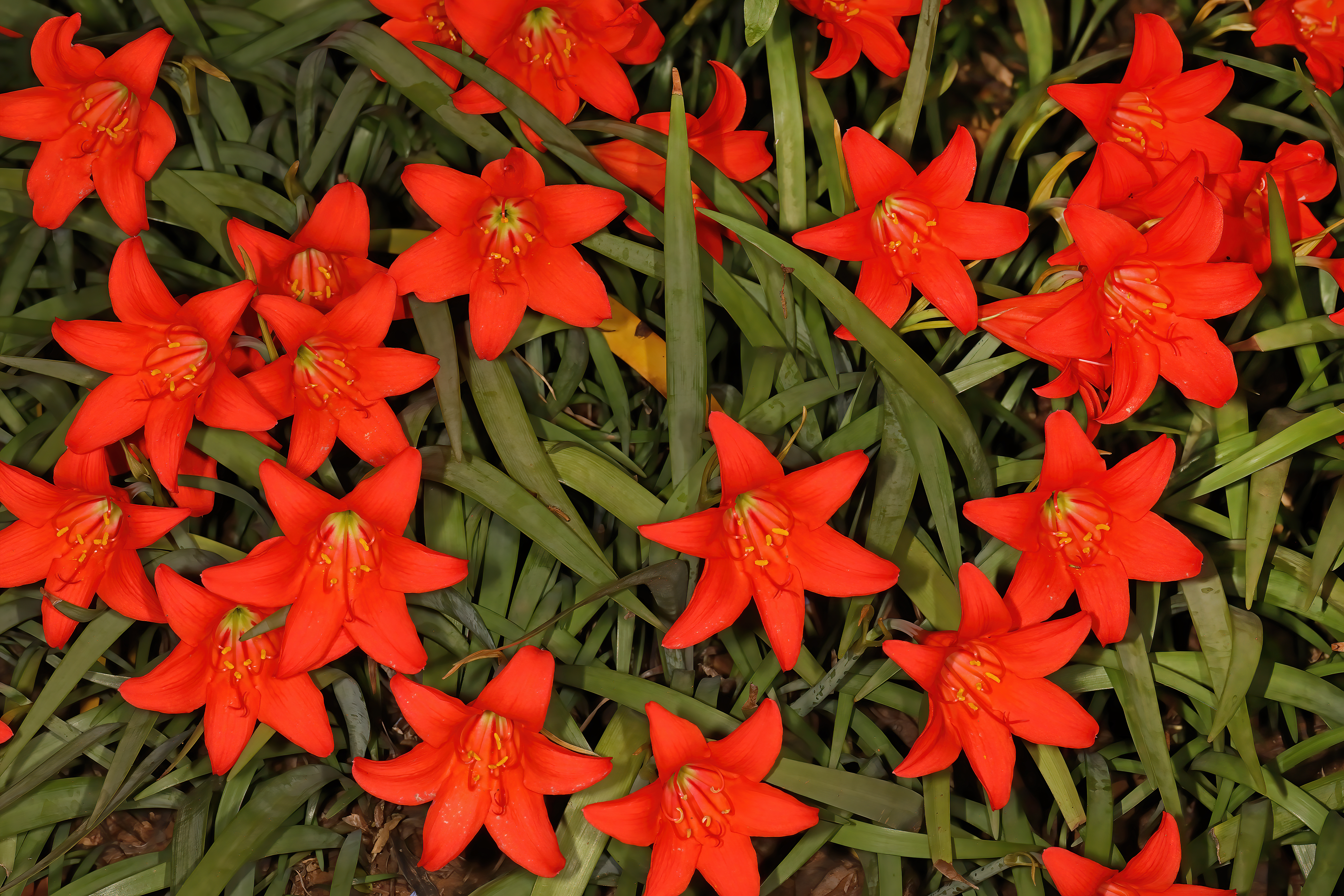
Cyrtanthus sanguineus

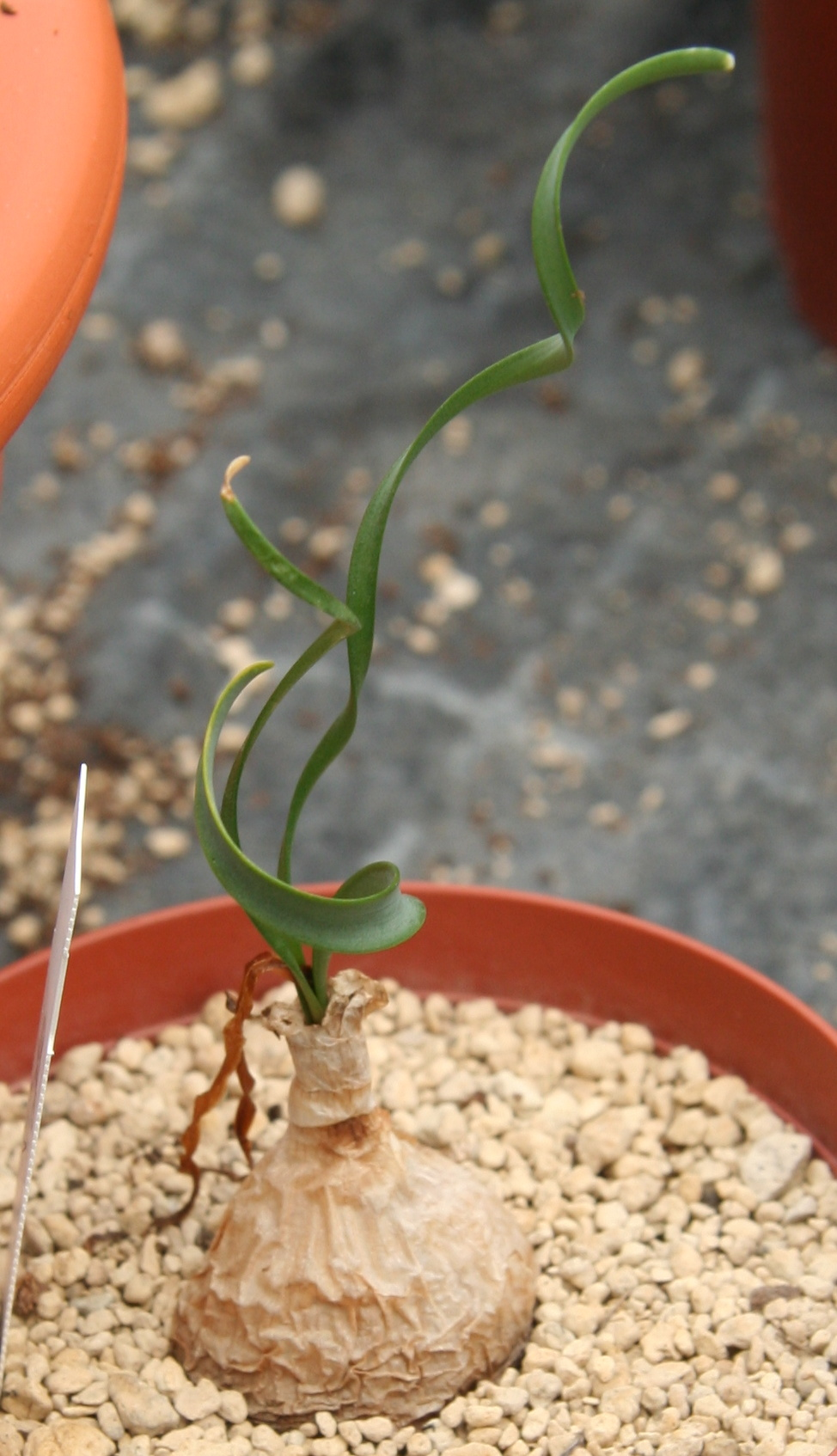
Zwiebel und Laubblätter von Cyrtanthus smithiae

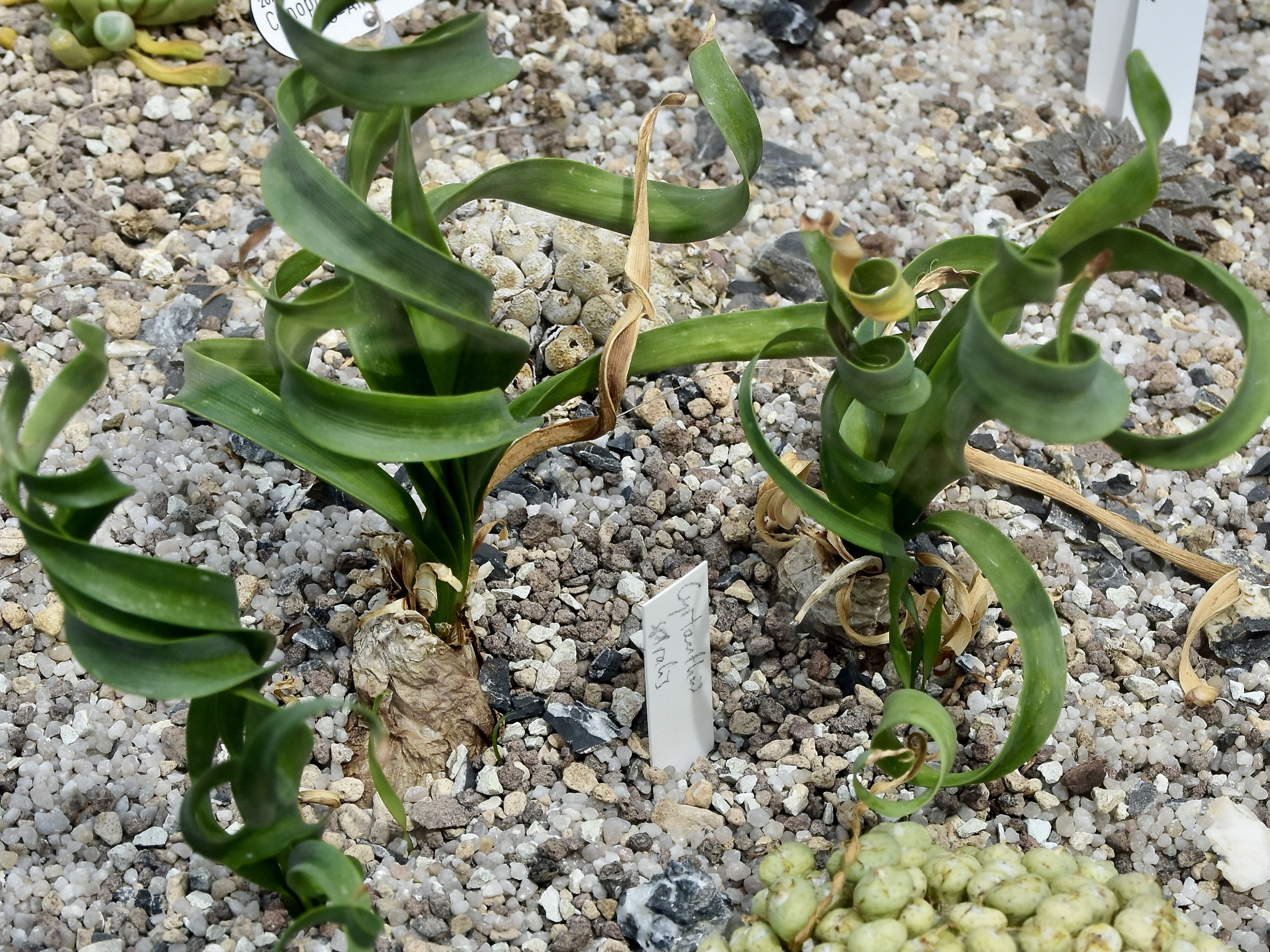
Habitus und Laubblätter von Cyrtanthus spiralis

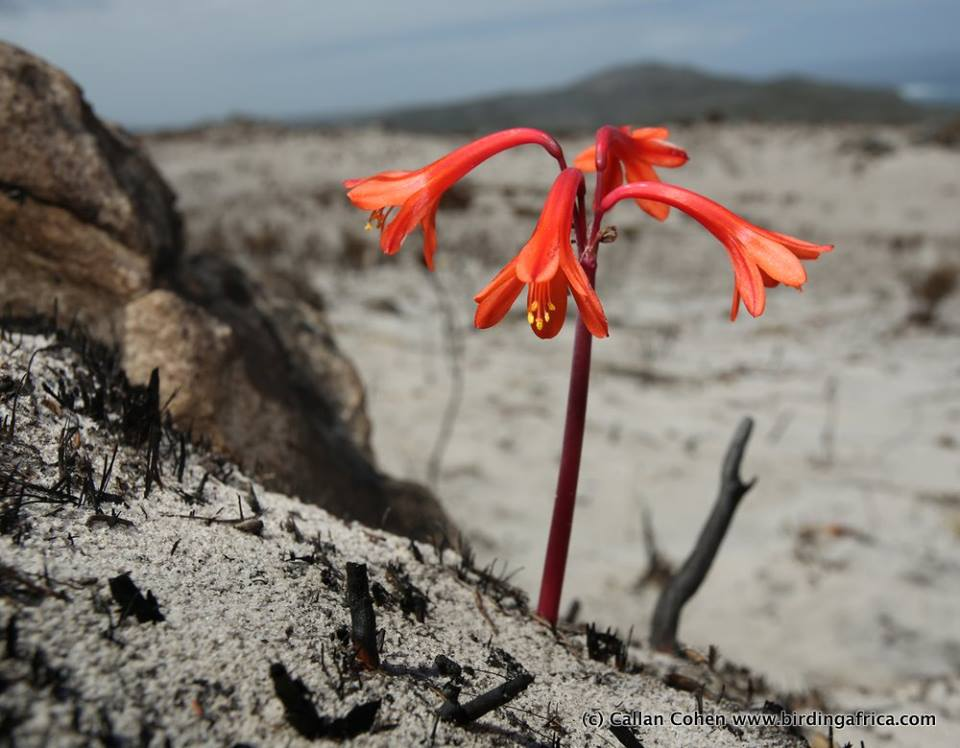
Blütenstand im Habitat von Cyrtanthus ventricosus

Es gibt etwa 56 bis 60 Cyrtanthus-Arten:
- Cyrtanthus angustifolius (L. f.) Aiton: Sie kommt in den südafrikanischen Provinzen Ost- sowie Westkap vor. Sie wird in der Roten Liste der gefährdeten Pflanzenarten Südafrikas als „Least Concern“ = „nicht gefährdet“ bewertet.[5]
- Cyrtanthus attenuatus R.A.Dyer: Sie kommt von der südafrikanischen Provinz Free State bis Lesotho vor. Sie wird in der Roten Liste der gefährdeten Pflanzenarten Südafrikas als „Least Concern“ = „nicht gefährdet“ bewertet.[5]
- Cyrtanthus aureolinus Snijman: Dieser 2007 erstbeschriebene Endemit ist nur von einem feuchten Standort im Swartberg-Gebirge im Westkap bekannt. Er wurde 2009 in der Roten Liste der gefährdeten Pflanzenarten Südafrikas als „Critically Rare“ = „selten, aber nicht gefährdet“ bewertet.[5]
- Cyrtanthus bicolor R.A.Dyer: Sie kommt von Mpumalanga bis Eswatini vor. Sie wird in der Roten Liste der gefährdeten Pflanzenarten Südafrikas als „Least Concern“ = „nicht gefährdet“ bewertet.[5]
- Cyrtanthus brachyscyphus Baker (Syn.: Cyrtanthus parviflorus Baker): Sie kommt vom Ostkap bis KwaZulu-Natal vor. Sie wird in der Roten Liste der gefährdeten Pflanzenarten Südafrikas als „Least Concern“ = „nicht gefährdet“ bewertet.[5]
- Cyrtanthus brachysiphon Hilliard & B.L.Burtt: Sie kommt in KwaZulu-Natal vor. Sie wurde 2009 in der Roten Liste der gefährdeten Pflanzenarten Südafrikas als „Endangered“ = „stark gefährdet“ bewertet.[5]
- Cyrtanthus breviflorus Harv.: Sie kommt von Kenia bis Südafrika vor. Sie wird in der Roten Liste der gefährdeten Pflanzenarten Südafrikas als „Least Concern“ = „nicht gefährdet“ bewertet.[5]
- Cyrtanthus carneus Lindl.: Sie kommt im südlichen Westkap vor. Sie wurde 2009 in der Roten Liste der gefährdeten Pflanzenarten Südafrikas als „Vulnerable“ = „gefährdet“ bewertet.[5]
- Cyrtanthus clavatus (L'Hér.) R.A.Dyer: Sie kommt nur im Ostkap vor.[5]
- Cyrtanthus collinus Ker Gawl.: Sie kommt in den südafrikanischen Provinzen Ost- sowie Westkap vor. Sie wird in der Roten Liste der gefährdeten Pflanzenarten Südafrikas als „Least Concern“ = „nicht gefährdet“ bewertet.[5]
- Cyrtanthus contractus N.E.Br.: Sie ist im südlichen Afrika, beispielsweise in den südafrikanischen Provinzen Ostkap, Free State, Gauteng, KwaZulu-Natal sowie Mpumalanga verbreitet. Sie wird in der Roten Liste der gefährdeten Pflanzenarten Südafrikas als „Least Concern“ = „nicht gefährdet“ bewertet.[5]
- Cyrtanthus debilis Snijman: Dieser Endemit kommt im südlichen Westkap nur im Outeniqua-Gebirge vor. Sie wurde 2009 in der Roten Liste der gefährdeten Pflanzenarten Südafrikas als „Rare“ = „selten, aber nicht gefährdet“ bewertet.[5]
- Cyrtanthus elatus (Jacq.) Traub: Sie kommt in der Capensis vor. Sie wird in der Roten Liste der gefährdeten Pflanzenarten Südafrikas als „Least Concern“ = „nicht gefährdet“ bewertet.
- Cyrtanthus epiphyticus J.M.Wood: Sie kommt vom Ostkap bis KwaZulu-Natal vor. Sie wird in der Roten Liste der gefährdeten Pflanzenarten Südafrikas als „Least Concern“ = „nicht gefährdet“ bewertet.
- Cyrtanthus erubescens Killick: Diese seltene Art kommt nur an wenigen Standorten in den Drakensbergen in KwaZulu-Natal vor. Sie wurde 2009 in der Roten Liste der gefährdeten Pflanzenarten Südafrikas als „Rare“ = „selten, aber nicht gefährdet“ bewertet.[5]
- Cyrtanthus eucallus R.A.Dyer: Sie kommt Mpumalanga vor. Sie wurde 2009 in der Roten Liste der gefährdeten Pflanzenarten Südafrikas als „Vulnerable“ = „gefährdet“ bewertet.[5]
- Cyrtanthus falcatus R.A.Dyer: Sie kommt KwaZulu-Natal vor. Sie wurde 2009 in der Roten Liste der gefährdeten Pflanzenarten Südafrikas als „Rare“ = „selten, aber nicht gefährdet“ bewertet.[5]
- Cyrtanthus fergusoniae L.Bolus: Sie kommt im südlichen Westkap vor. Sie wird in der Roten Liste der gefährdeten Pflanzenarten Südafrikas als „Least Concern“ = „nicht gefährdet“ bewertet.[5]
- Cyrtanthus flammosus Snijman & Van Jaarsv.: Sie kommt im Ostkap. Sie ist nur von einem Standort bekannt, aber trotzdem nicht gefährdet. Sie wurde 2009 in der Roten Liste der gefährdeten Pflanzenarten Südafrikas als „Critically Rare“ = „selten, aber nicht gefährdet“ bewertet.[5]
- Cyrtanthus flanaganii Baker: Sie kommt in Südafrika vor. Sie wird in der Roten Liste der gefährdeten Pflanzenarten Südafrikas als „Least Concern“ = „nicht gefährdet“ bewertet.
- Cyrtanthus flavus Barnes: Sie kommt im Ostkap vor. Sie wurde 2009 in der Roten Liste der gefährdeten Pflanzenarten Südafrikas als „Vulnerable“ = „gefährdet“ bewertet.
- Cyrtanthus galpinii Baker: Sie kommt vom westlichen Mosambik bis Südafrika vor. Sie wird in der Roten Liste der gefährdeten Pflanzenarten Südafrikas als „Least Concern“ = „nicht gefährdet“ bewertet.
- Cyrtanthus guthrieae L.Bolus: Sie kommt im südlichen Westkap vor. Sie wurde 2009 in der Roten Liste der gefährdeten Pflanzenarten Südafrikas als „Critically Endangered“ = „vom Aussterben bedroht“ bewertet.[5]
- Cyrtanthus helictus Lehm.: Sie kommt im Ostkap vor.
- Cyrtanthus herrei (F.M.Leight.) R.A.Dyer: Sie kommt von Namibia bis ins Westkap vor. Sie wurde 2009 in der Roten Liste der gefährdeten Pflanzenarten Südafrikas als „Near Threatened“ = „gering gefährdet“ bewertet.
- Cyrtanthus huttonii Baker: Sie kommt von Mpumalanga bis zum Ostkap vor. Sie wird in der Roten Liste der gefährdeten Pflanzenarten Südafrikas als „Least Concern“ = „nicht gefährdet“ bewertet.[5]
- Cyrtanthus inaequalis O’Brien: Sie kommt im südlichen Westkap vor. Sie wird in der Roten Liste der gefährdeten Pflanzenarten Südafrikas als „Least Concern“ = „nicht gefährdet“ bewertet.[5]
- Cyrtanthus junodii Beauverd: Sie kommt im Nordkap vor.
- Cyrtanthus labiatus R.A.Dyer: Sie kommt im Ostkap vor. Sie wird in der Roten Liste der gefährdeten Pflanzenarten Südafrikas als „Least Concern“ = „nicht gefährdet“ bewertet.
- Cyrtanthus leptosiphon Snijman: Sie kommt im südlichen Westkap vor. Sie wurde 2009 in der Roten Liste der gefährdeten Pflanzenarten Südafrikas als „Critically Endangered“ = „vom Aussterben bedroht“ bewertet.[5]
- Cyrtanthus leucanthus Schltr.: Sie kommt im südlichen Westkap vor. Sie wurde 2009 in der Roten Liste der gefährdeten Pflanzenarten Südafrikas als „Endangered“ = „stark gefährdet“ bewertet.[5]
- Cyrtanthus loddigesianus (Herb.) R.A.Dyer: Sie kommt im Ostkap vor. Sie wird in der Roten Liste der gefährdeten Pflanzenarten Südafrikas als „Least Concern“ = „nicht gefährdet“ bewertet.
- Cyrtanthus mackenii Hook. f.: Sie kommt mit zwei Unterarten vom Ostkap bis KwaZulu-Natal vor. Eine davon wird in der Roten Liste der gefährdeten Pflanzenarten Südafrikas als „Least Concern“ = „nicht gefährdet“ bewertet.
- Cyrtanthus macmasteri Snijman: Sie kommt im Ostkap vor. Sie wurde 2009 in der Roten Liste der gefährdeten Pflanzenarten Südafrikas als „Vulnerable“ = „gefährdet“ bewertet.
- Cyrtanthus macowanii Baker: Sie kommt Mpumalanga bis Ostkap vor. Sie wird in der Roten Liste der gefährdeten Pflanzenarten Südafrikas als „Least Concern“ = „nicht gefährdet“ bewertet.[5]
- Cyrtanthus montanus R.A.Dyer: Sie kommt im Ostkap vor. Sie wird in der Roten Liste der gefährdeten Pflanzenarten Südafrikas als „Least Concern“ = „nicht gefährdet“ bewertet.
- Cyrtanthus nutans R.A.Dyer: Sie kommt von KwaZulu-Natal bis Eswatini vor.[4]
- Cyrtanthus obliquus (L. f.) Aiton: Sie kommt im Binnenland von KwaZulu-Natal und südöstlichen Bereich des Ostkap vor. Sie wurde 2009 in der Roten Liste der gefährdeten Pflanzenarten Südafrikas als „Declining“ bewertet, damit soll zum Ausdruck gebracht werden, dass diese Art laufend an Exemplaren abnimmt, dies aber noch nicht dazu geführt hat, dass diese Art gefährdet ist.[5]
- Cyrtanthus obrienii Baker: Sie kommt vom Ostkap bis KwaZulu-Natal vor. Sie wird in der Roten Liste der gefährdeten Pflanzenarten Südafrikas als „Least Concern“ = „nicht gefährdet“ bewertet.[5]
- Cyrtanthus ochroleucus (Herb.) Burch. ex Steud.: Sie kommt im südlichen Westkap vor. Sie wurde 2009 in der Roten Liste der gefährdeten Pflanzenarten Südafrikas als „Vulnerable“ = „gefährdet“ bewertet.[5]
- Cyrtanthus odorus Ker Gawl.: Sie kommt im südlichen Westkap vor. Sie wurde 2009 in der Roten Liste der gefährdeten Pflanzenarten Südafrikas als „Endangered“ = „stark gefährdet“ bewertet.[5]
- Cyrtanthus rhodesianus Rendle: Sie kommt im tropischen Südlichen Afrika nur im Chimanimani-Gebirge vor.
- Cyrtanthus rhododactylus Stapf: Sie kommt in der Capensis vor. Sie wird in der Roten Liste der gefährdeten Pflanzenarten Südafrikas als „Least Concern“ = „nicht gefährdet“ bewertet.
- Cyrtanthus rotundilobus N.E.Br.: Sie kommt im Ostkap vor. Sie wird in der Roten Liste der gefährdeten Pflanzenarten Südafrikas als „Least Concern“ = „nicht gefährdet“ bewertet.
- Cyrtanthus sanguineus (Lindl.) Walp.: Sie kommt vom Sudan bis Tansania und vom Ostkap bis KwaZulu-Natal vor. Sie wird in der Roten Liste der gefährdeten Pflanzenarten Südafrikas als „Least Concern“ = „nicht gefährdet“ bewertet.
- Cyrtanthus smithiae Watt ex Harv.: Sie kommt im Ostkap vor. Sie wird in der Roten Liste der gefährdeten Pflanzenarten Südafrikas als „Least Concern“ = „nicht gefährdet“ bewertet.
- Cyrtanthus spiralis Burch. ex Ker Gawl.: Sie kommt im Ostkap vor. Sie wurde 2009 in der Roten Liste der gefährdeten Pflanzenarten Südafrikas als „Endangered“ = „stark gefährdet“ bewertet.
- Cyrtanthus staadensis Schönland: Sie kommt im Ostkap vor. Sie wurde 2009 in der Roten Liste der gefährdeten Pflanzenarten Südafrikas als „Near Threatened“ = „gering gefährdet“ bewertet.
- Cyrtanthus stenanthus Baker: Sie kommt mit zwei Varietäten in Südafrika vor. Sie wird in der Roten Liste der gefährdeten Pflanzenarten Südafrikas als „Least Concern“ = „nicht gefährdet“ bewertet.
- Cyrtanthus striatus Herb.: Sie kommt in der Capensis vor.
- Cyrtanthus suaveolens Schönland: Sie kommt im Ostkap vor. Sie wurde 2009 in der Roten Liste der gefährdeten Pflanzenarten Südafrikas als „Endangered“ = „stark gefährdet“ bewertet.
- Cyrtanthus taitii G.D.Duncan: Die herbstblühende Art wurde 2016 aus dem Ostkap nördlich von Uitenhage erstbeschrieben.[6]
- Cyrtanthus thorncroftii C.H.Wright: Sie kommt im Nordkap vor. Sie wird in der Roten Liste der gefährdeten Pflanzenarten Südafrikas als „Least Concern“ = „nicht gefährdet“ bewertet.
- Cyrtanthus tuckii Baker: Sie kommt mit drei Varietäten in Südafrika vor. Sie wird in der Roten Liste der gefährdeten Pflanzenarten Südafrikas als „Least Concern“ = „nicht gefährdet“ bewertet.
- Cyrtanthus ventricosus Willd.: Sie kommt in der südlichen Capensis vor. Sie wird in der Roten Liste der gefährdeten Pflanzenarten Südafrikas als „Least Concern“ = „nicht gefährdet“ bewertet.
- Cyrtanthus wellandii Snijman: Sie kommt in der südlichen Capensis vor. Sie wurde 2009 in der Roten Liste der gefährdeten Pflanzenarten Südafrikas als „Vulnerable“ = „gefährdet“ bewertet.
- Cyrtanthus welwitschii Hiern ex Baker: Sie kommt im tropischen Südlichen Afrika vor.

## Nutzung
Einige Arten werden als Zierpflanzen verwendet. Am häufigsten sind Cyrtanthus sanguineus und Cyrtanthus elatus in Kultur.